# Тамсалу
Та́мсалу (ест. Tamsalu linn) — місто без статусу самоврядування в Естонії, у волості Тапа повіту Ляене-Вірумаа.

## Географічні дані
Площа міста — 4,03 км2.
Населення за роками

## Транспорт

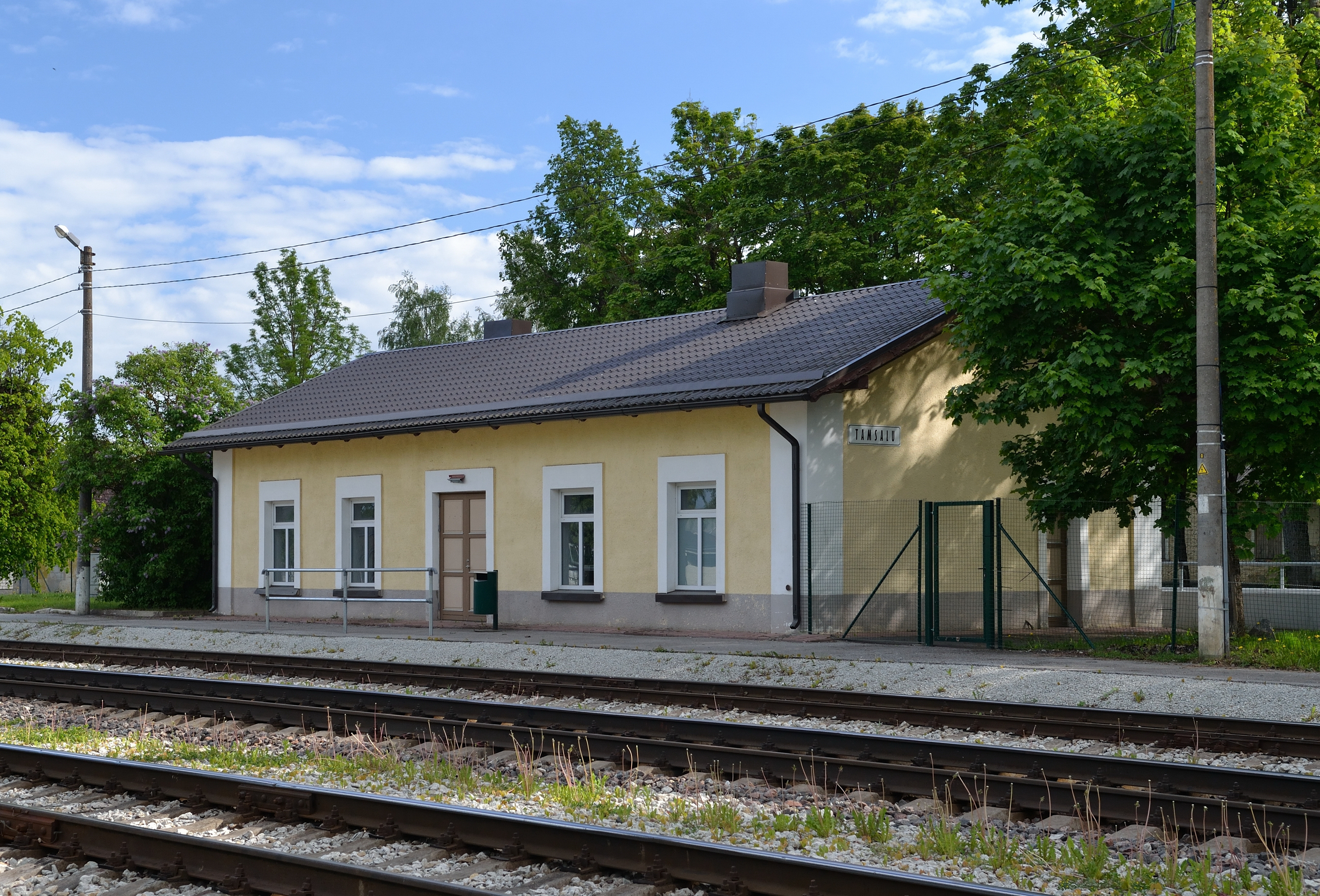
Залізнична станція

У місті діє залізнична станція на лінії Тапа — Тарту.
Через західне і північно-західне передмістя Тамсалу проходить автошлях 15128 (Ярва-Яані — Тамсалу — Кулленґа). Від міста починається дорога 15126 (Амбла — Тамсалу).

## Історія
1512 року вперше в письмових документах згадується маєток Тамсалу під назвою Tamsalle, навколо якого існувало село. 1586 року маєток мав назву Tamsohn.
З 1876 року після завершення будівництва Талліннсько-Тартуської залізниці значення Тамсалу як залізничної станції збільшилося. Навколо станції утворилося невелике містечко.
14 серпня 1954 року поселення Тамсалу Вяйке-Маар'яського району перетворено в робітниче селище (töölisalev). 3 вересня 1960 року адміністративний центр Тамсалуської сільської ради перенесений із села Сауевялья до селища Тамсалу. З 1962 року Тамсалу в складі Раквереського району, який 26 березня 1990 року перейменований у повіт Ляене-Вірумаа.
21 січня 1991 року містечку Тамсалу наданий статус місцевого самоврядування. 11 червня 1992 року Тамсалу отримало свій герб та прапор.
|                                                            |
| Герб та прапор міського самоврядування Тамсалу (1992—2005) |

22 жовтня 1996 року містечку Тамсалу наданий статус міста (linn).
16 червня 2005 року Уряд Естонії затвердив приєднання до волості Тамсалу міського самоврядування Тамсалу. Зміни в адміністративно-територіальному устрої, відповідно до постанови, набрали чинності 21 жовтня 2005 року після оголошення результатів виборів до ради сільського самоврядування. EHAK-код міста змінений з 0788 на 8130. Місто Тамсалу втратило статус самоврядування і вилучено з «Переліку адміністративних одиниць на території Естонії». З 21 жовтня 2005 до 21 жовтня 2017 року місто входило до складу волості Тамсалу й було її адміністративним центром.

## Мери
- 2004—2005 Тоомас Уудеберг (Toomas Uudeberg)

## Культура

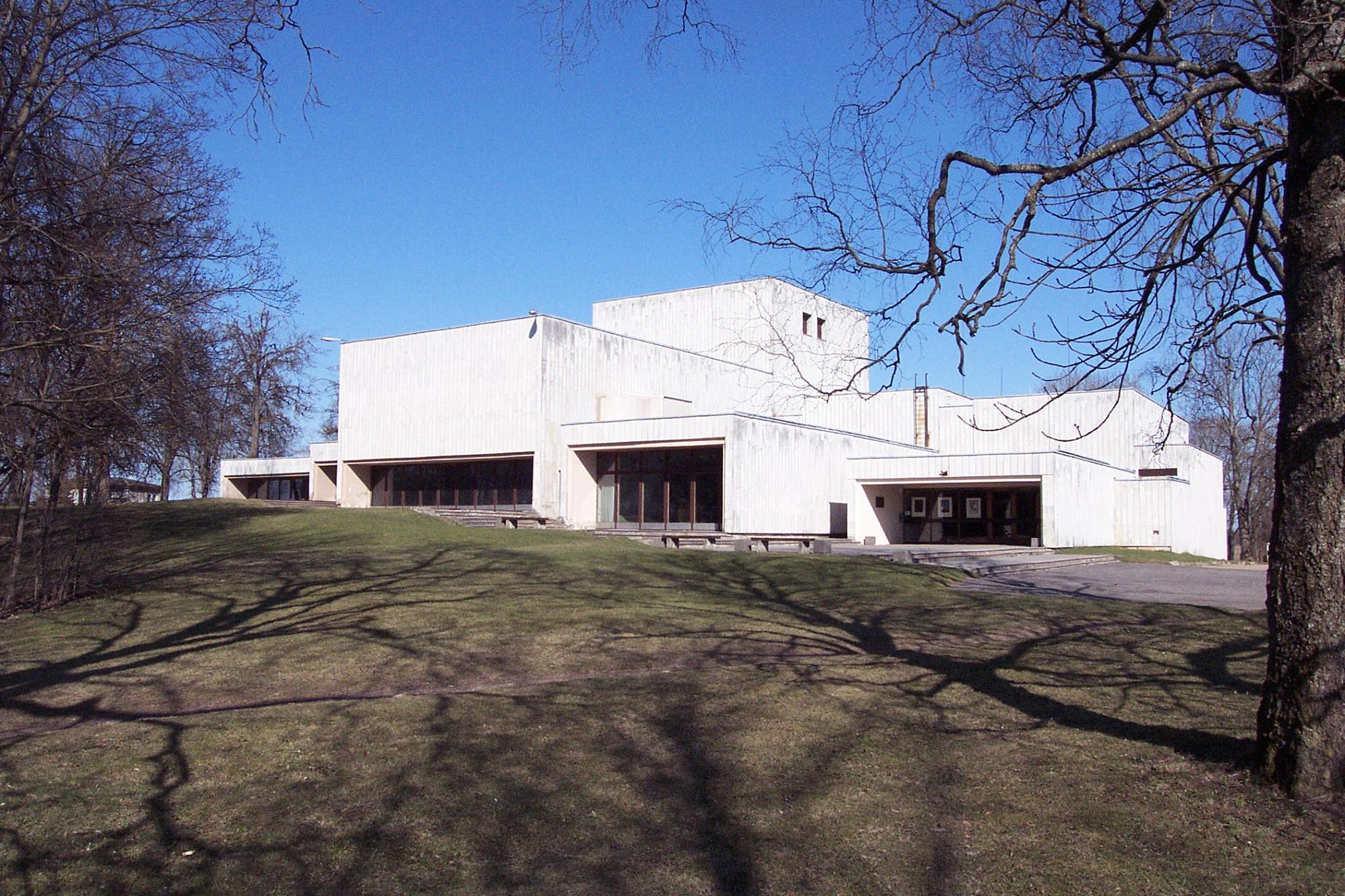
Будинок культури

1980 року в Тамсалу відкритий Будинок культури (Tamsalu Kultuurimaja).
1993 року завершено будівництво лютеранської кірхи Спасителя. Урочиста передача ключа від храму відбулася 27 липня 1993 року на святковому богослужінні.
2001 року в місті заснований краєзнавчий музей, де зберігаються понад 2000 експонатів, серед яких картини, фотографії, документи тощо.
У Тамсалу відкрита для відвідувачів бібліотека.
У передмісті Тамсалу діє вапно-парк, музей просто неба, який розповідає історію виробництва вапна в Тамсалу. До 1980 року на місці парку виготовляли вапно з вапняку, що добували з сусіднього кар'єра.